# Oskar von Wertheimer
Oskar von Wertheimer (Viena, 11 de novembro de 1892 — Auschwitz, 1944) foi um escritor austríaco de origem judaica.
Especializado em romances históricos, escreveu diversas obras de sucesso, traduzidas no mundo inteiro. Por causa de sua origem judaica, durante a Segunda Guerra Mundial foi preso pela polícia francesa em Nice, em 1944, e enviado para o campo de deportação de Drancy, depois para Auschwitz-Birkenau, onde morreu no comboio 69.

## Obras
- Briefe (1914-1918) nach der vonder Ungarischen akademie der wissenschaften, com István Tisza, 1928 [6]
- Napoleon III, Abenteurer, Frauenheld, Cäsar; mit Benutzung unveröffentlichten materials, 1928 [6]
- Respektlose Geschichten, 1930[6]
- Kleopatra, 1930[6], traduzido para o português e publicado pela Livraria do Globo em 1935[7]
- Christine von Schweden, 1936[6], traduzido para o português e publicado pela Livraria do Globo em 1937
- Maquiavel, 1942 [6], traduzido para o português e publicado pela Livraria do Globo em 1942